# M79 (amas globulaire)
Pour les articles homonymes, voir M79.
M79 (ou NGC 1904) est un amas globulaire situé dans la constellation du Lièvre. Il a été découvert par l'astronome français Pierre Méchain le 26 octobre 1780. Charles Messier calcula sa position avant de l'inclure dans son catalogue le 17 décembre de la même année.
M79 est à environ 41 000 années-lumière du Soleil et à 60 000 années-lumière du centre de la galaxie, dont il s'éloigne à une vitesse d'un peu plus de 200 km/s. Compte tenu de la distance de M79 et de son diamètre apparent de 9,6 minutes d'arc, le diamètre réel de l'amas est d'environ 115 années-lumière.

## Origine de M79
Comme M54, l'autre amas globulaire du catalogue Messier, on pense que M79 n'est pas originaire de la Voie lactée, mais de la galaxie naine du Grand Chien découverte en 2003. Cette galaxie naine est près de notre galaxie et les forces de marée de la Voie lactée sont en train de la détruire. L'appartenance de M79 à la galaxie naine du Grand Chien est cependant un sujet litigieux, car les astronomes débattent encore de la nature même de cette galaxie.
Cependant, une publication parue en 2018 suggère plutôt que M79 serait l'un des amas globulaires nés de la fusion de la galaxie naine Gaïa-Encelade avec la Voie lactée.

## Âge de M79
Le diagramme couleur-magnitude que l'on peut consulter sur le site « A galactic globular clustes database » montre clairement que la plupart des étoiles de cet amas sont situées sur la branche d'évolution des géantes rouges, ce qui est en accord avec l'âge de l'amas et le modèle d'évolution des étoiles.
Selon une étude publiée en 2010, la métallicité de M79 est égale à -1,37 [Fe/H] et son âge à 11,14 milliards d'années.

## Galerie

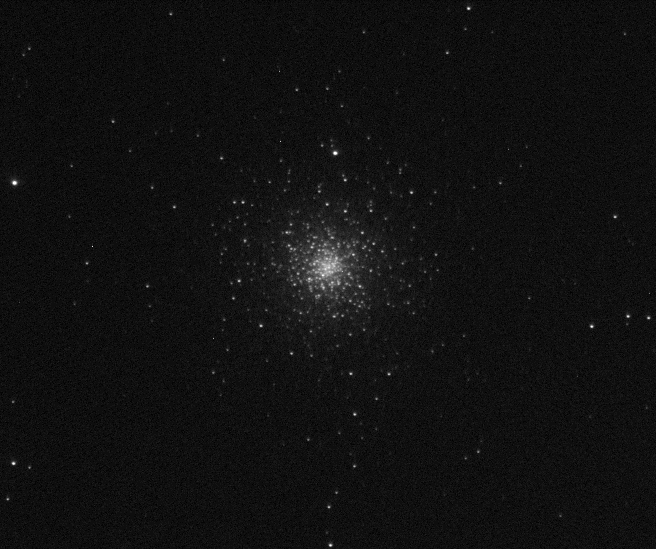
M79, photographie réalisée à l'observatoire Siding Spring en Australie.
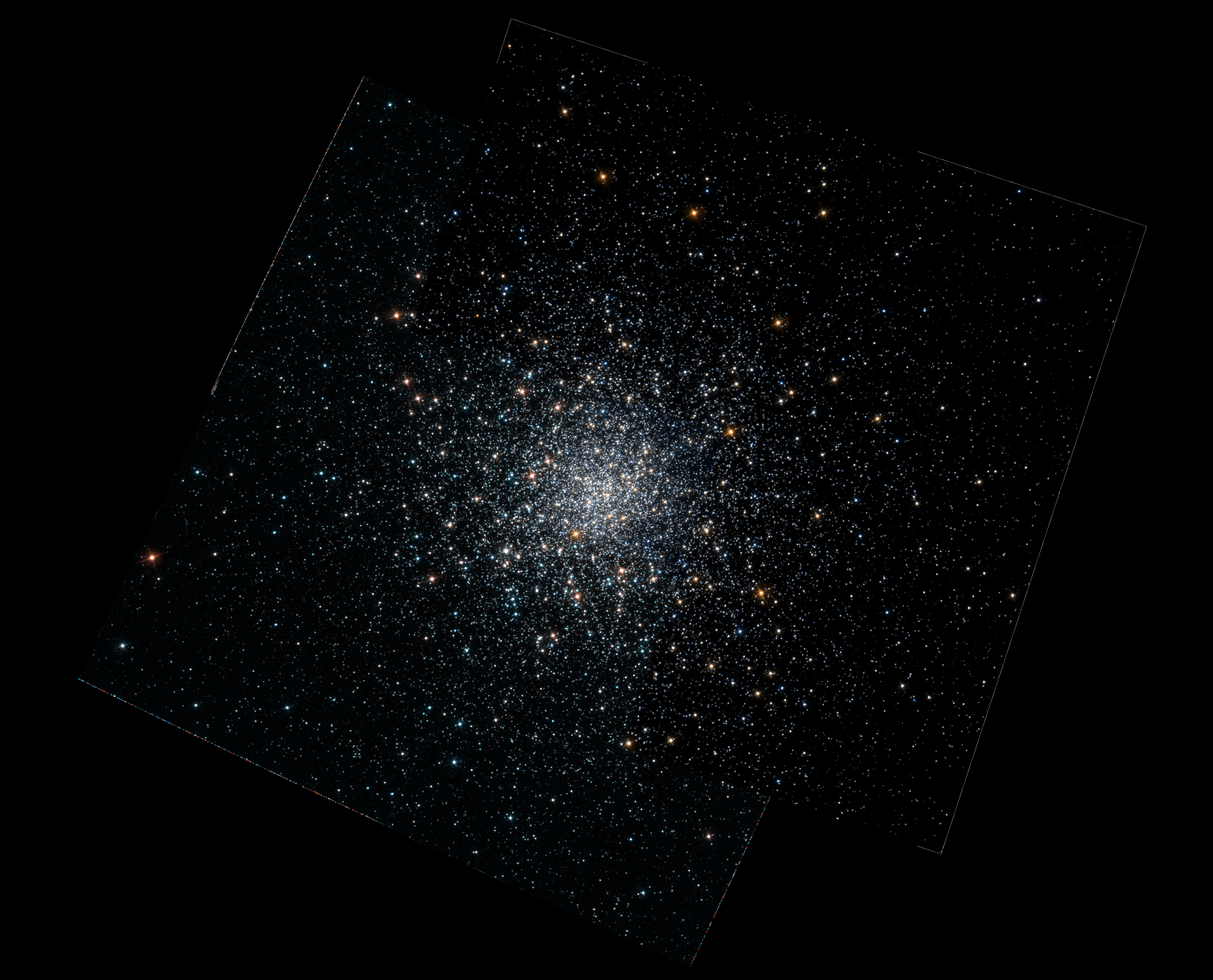
M79 par le télescope spatial Hubble.
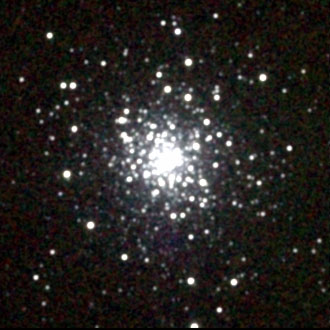
Image de M79 provenant du programme 2MASS.